# Beta Apodis
Beta Apodis (β Apodis förkortat Beta Aps, β Aps) är en ensam stjärna i mellersta delen av i stjärnbilden Paradisfågeln. 
Den har en magnitud av 4,24 och är synlig för blotta ögat där ljusföroreningar ej förekommer. Baserat på parallaxmätning inom Hipparcosuppdraget på ca 21,9 mas, beräknas den befinna sig på ett avstånd av ca 150 ljusår (ca 46 parsek) från solen. 

## Egenskaper
Beta Apodis är en orange till gul jättestjärna av spektralklass K0 III, vilket anger att den har förbrukat vätet i dess kärna och har utvecklats till en jättestjärna. Den har en massa som är ca 1,8 gånger solens massa, en radie som, baserat på uppmätt vinkeldiametern för stjärnan på 2,09 ± 0,11 mas, är ca 11 gånger solens radie och avger ca 60 gånger mer energi än solen från dess fotosfär vid en effektiv temperatur på ca 4 900 K.